# Malformation artérioveineuse
 Mise en garde médicale
Une malformation artérioveineuse ou malformation artério-veineuse, abrégée en M.A.V, est un lien anormal entre les artères et les veines. C'est une pathologie essentiellement congénitale, mais qui peut se manifester pour la première fois assez tard dans la vie.

## Epidémiologie
Le taux de détection de la MAV dans la population générale des États-Unis est estimé à 1,4/100 000 par an, ce qui représente environ un cinquième à un septième de l'incidence des anévrismes intracrâniens. On estime à 300 000 le nombre d'Américains atteints de MAV, dont 12 % (environ 36 000) présenteront des symptômes de gravité très variable. 

## Localisation
Les malformations artérioveineuses peuvent se trouver partout où des artères et des veines se rencontrent, perturbant le système nerveux local et les organes concernés. On peut trouver une M.A.V dans le cerveau (on l'appelle alors malformation artérioveineuse cérébrale), la rate, les poumons, les reins, la moelle épinière, le foie, les espaces intercostaux, l'iris et le cordon spermatique.

## Transmission
La transmission génétique est encore inconnue. Ce n'est généralement pas une maladie familiale, à moins qu'il y ait un contexte de syndrome héréditaire spécifique.

## Symptômes
88 % des cas de M.A.V sont dits asymptomatiques. La découverte de la maladie est souvent accidentelle, à moins qu'elle ne soit liée à une autre maladie dont la M.A.V est un symptôme connu. Deux maladies génétiques sont notamment associées à la malformation artério-veineuse : la maladie de Von Hippel-Lindau et la maladie de Rendu-Osler. La maladie seule possède une panoplie de symptômes :
- difficultés des mouvements ou de la coordination avec faiblesse musculaire et paralysie ;
- vertiges ;
- difficultés à parler (dysarthrie) et à communiquer ;
- difficultés dans les tâches quotidiennes (apraxie) ;
- sensations anormales (douleurs spontanées par exemple) ;
- problèmes de mémoire et autres symptômes neurologiques (démence, hallucinations et confusion) ainsi que maux de tête et épilepsie.

## Conséquences
Les artères et les veines permettent d'apporter aux organes les nutriments, l'eau et l'oxygène dont ils ont besoin pour fonctionner. Une malformation de ces vaisseaux perturbent leur activité, et ainsi le reste de l'organisme.

## Traitement
Une correction chirurgicale permet d'enrayer complètement les symptômes de la malformation artério-veineuse.
Malgré de nombreuses années de recherche, la question centrale de savoir s'il faut traiter les MAV n'est pas tranchée. Tous les traitements, qu'ils impliquent une chirurgie, des radiations ou des médicaments, comportent des risques et des effets secondaires. C'est pourquoi, dans certains cas, il pourrait être préférable d'éviter complètement le traitement et d'accepter simplement un petit risque de subir des dommages à cause de la MAV elle-même. Cette question fait actuellement l'objet d'essais cliniques.
Le traitement des MAV cérébrales peut être symptomatique, et les patients doivent être suivis par un neurologue pour toute crise, maux de tête ou déficit neurologique focal. Le traitement spécifique des MAV peut également impliquer une embolisation endovasculaire, une neurochirurgie ou une radiochirurgie. L'embolisation, c'est-à-dire la coupure de l'apport sanguin à la MAV par des serpentins, des particules, des acrylates ou des polymères introduits par un cathéter guidé par radiographie, peut être utilisée en plus de la neurochirurgie ou de la radiochirurgie, mais elle est rarement réussie de manière isolée, sauf dans les petites MAV. Le couteau gamma peut également être utilisé.
Le traitement des MAV pulmonaires est généralement effectué par embolisation endovasculaire seule, ce qui est considéré comme la norme de soins.